# (18070) 2000 AC205
2000 أي سي 205 (ويعرف أيضًا باسم (18070) 2000 أي سي 205 وفق تسمية الكوكب الصغير) (بالإنجليزية: 2000 AC205)‏ هو كويكب ضمن حزام الكويكبات؛ وترتيبه 18070 من حيث الاكتشاف.
اكتُشف هذا الجُرم الفلكي بواسطة كورادو كورليفيتش في 13 يناير 2000.

## وصلات خارجية
- (18070) 2000 AC205 في قاعدة بيانات مختبر الدفع النفاث لأجرام النظام الشمسي الصغيرة

- الاكتشاف · مخطط المدار ·  العناصر المدارية · المعلمات المادية

- (18070) 2000 AC205 على موقع ويكي سكاي: DSS2, SDSS, GALEX, IRAS, Hydrogen α, X-Ray, Astrophoto, Sky Map, Articles and images